# Кавкулы
Кавкулы (укр. Кавкули) — посёлок, входит в Бершадский район Винницкой области Украины.
Население по переписи 2001 года составляло 27 человек. Почтовый индекс — 24434. Телефонный код — 04352. Занимает площадь 2,5 км². Код КОАТУУ — 520485306.

## Местный совет
24434, Вінницька обл., Бершадський р-н, с. Тирлівка, вул. Леніна, 49